# Francesc Sans i Sastre
|  | No s'ha de confondre amb el músic i mestre de sac de gemecs Francesc Sans i Bonet (Valls, 1974). |

Francesc Sans i Sastre (Barcelona, 9 de març del 1959) és un músic i constructor d'instruments de música tradicional com la gralla, la tarota, el sac de gemecs o el flabiol.
Neix al Barcelona, al barri del Poblenou, i des de jove era assistent a les danses que es feien a la plaça del Rei de Barcelona, s'hi va implicar de ple. El 1989 forma els Grallers de l'Empordà amb un grup d'amics de la zona: Pere Pau Jiménez, Albert Cuevas, Raül Moliner i Josep Maria «Gustinet». Juntament amb Pere Pau, van formar la Cobla Mínima, amb l'acordió diatònic i el flabiol i tamborí, formació amb la qual van exportar les danses de la plaça del Rei a la plaça del Museu Dalí a Figueres. Més endavant s'hi va afegir la violista Simone Lambregts formant Clau de Lluna.

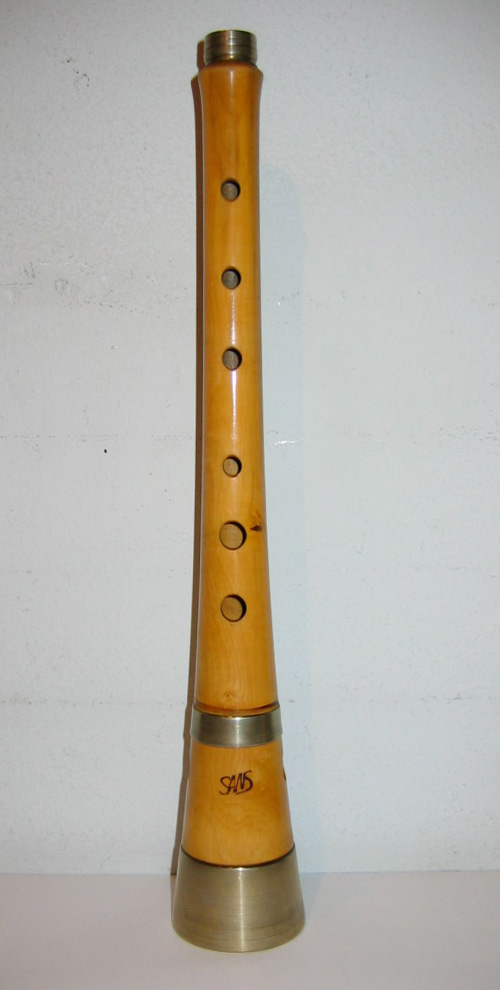
Gralla seca de boix amb dues argolles construïda per Sans Luthier

Com a constructor d'instruments, Sans va començar a experimentar en el món de la construcció d'instruments a finals del 1987. D'aleshores ençà, Sants Luthier s'ha anat especialitzant en els instruments de música tradicional. El 2016, va rebre el diploma de Mestre Artesà de mans del President de la Generalitat Carles Puigdemont i el conseller d'Empresa i Coneixement, Jordi Baiget en reconeixement de la seva aportació al disseny, innovació, producció i restauració d'instruments tradicionals de la música catalana.